# Warwick (Ontario)
Warwick – gmina (ang. township) w Kanadzie, w prowincji Ontario, w hrabstwie Lambton.
Powierzchnia Warwick to 290,2 km².
Według danych spisu powszechnego z roku 2001 Warwick liczy 4025 mieszkańców (13,87 os./km²).